# Retablo della Madonna del Latte
Il Retablo della Madonna del Latte è un dipinto a tempera e oro su tavola (h. 730 cm) di Pietro Cavaro, databile al 1518 e conservato nella chiesa di San Giovanni Battista a Villamar.

## Storia
Il retablo fu commissionato da don Salvatore Aymerich III per una grazia ricevuta: la nascita del figlio Giacomo. Il soggetto era la Madonna del Latte, onorata nell'iconografia delle Madonne della tenerezza, il cui culto era di origine copta, acquisito in seguito dalla cultura bizantina.
L'opera fu realizzata entro il 1518, l'autore nelle estremità dei polvaroli ha impresso un’iscrizione latina, dai raffinati caratteri in minuscola gotica, con la seguente dicitura: «Anno salutis  MDXVIII die XXV  mensis maius/ pinsit hoc retabolum/ Petri Cavaro pictor minimus Stampacis».

## Descrizione
Il retablo si trova sotto la volta a crociera del presbiterio della chiesa parrocchiale di Villamar, nella tradizionale struttura architettonica a doppio trittico, è diviso in sette scomparti dipinti ed è completo di polvaroli, predella e portals. Entro la nicchia  centrale  è  ubicato  il simulacro  ligneo  della  Madonna  del  Latte,  opera  attribuita  allo  scultore napoletano Giovanni  da  Nola.
Nello scomparto più alto è rappresentata la Crocifissione, a sinistra San Michele e a destra le Stigmate di san Francesco; in basso, rispettivamente, San Giovanni Battista e il Battesimo di Cristo. 
Nei sette scomparti della predella, partendo da sinistra, sono rappresentati: l'Annunciazione, la Natività, l'Adorazione dei Magi, la Resurrezione, l'Ascensione, la Pentecoste, l'Assunzione.
Nelle due porte sono rappresentati San Pietro e San Paolo, e lungo i polvaroli, dal basso a sinistra, San Nicola, Sant'Onofrio, Sant'Anna, Sant'Orsola, Tobiolo e l'arcangelo Raffaele, Dio Padre tra due vescovi, un Angelo, i Santi Cosma e Damiano, Santa Caterina, San Cristoforo, Sant'Antonio. 
A parte la Crocifissione, tutte le tavole dipinte sono arricchite dalla foglia oro, data nella tecnica del guazzo su una preparazione di bolo rosso, inoltre l’oro, dopo la brunitura per una perfetta adesione al supporto ligneo, è stato impreziosito da una ricca decorazione incisa a bulino.